# Národní park Cabañeros
Národní park Cabañeros (španělsky Parque nacional de Cabañeros) je španělský národní park ve střední části země, v regionu Kastilie-La Mancha. Leží přibližně 60 km jižně od Toleda, v oblasti pohoří Montes de Toledo (nejvyšší bod 1 448 m), v části Sierra del Chorito. Cílem parku je zachování původního středomořského lesa s řadou vzácných druhů rostlin. Park má rozlohu 409 km² a byl založen v roce 1995.